# Pic de Clarabide
El Pic de Clarabide és una muntanya de 3.020 m d'altitud, amb una prominència de 100 m, que es troba al massís de Perdiguero, entre la província d'Osca (Aragó) i el departament dels Alts Pirineus (França).
Accedint des de la vall d'Estós és un dels tres mils més senzills de l'Aragó igual que el Taillón, Bachimanya, Batoua i fins i tot el Mont Perdut, Pocets i Aneto.
Està situat en un circ de muntanyes granítiques, el Clarabide és una excursió típica a l'estiu des del refugi d'Estós, assequible per a persones d'un nivell físic mitjà. Es tracta d'una pujada de 1.193 metres de desnivell, mantinguda i sense descansos, que parteix per darrere dels serveis del refugi, segueix la direcció nord-est entrant al barranc de Gias, per continuar pel marge esquerre del Forau d'O, per arribar a l'Ibon de Gias, a dues hores del refugi. Cal arribar al coll a 2.900 metres per a després per un pas de caos de pedres marcat amb fites es va guanyant alçada arribant al cim en un escàs quart d'hora, gaudint des del cim d'una vista impressionant.